# Hawley (Hampshire)
Pour les articles homonymes, voir Hawley.
Hawley est un village situé dans le comté du Hampshire en Angleterre.